# Kylie Ireland
Kylie Ireland (Boulder, Colorado; 26 de mayo de 1970) es una actriz, directora y productora pornográfica estadounidense. Desde que inició su carrera en 1994 ha recibido numerosos premios y reconocimientos. Forma parte de los salones de la fama de AVN y XRCO.

## Biografía

### Inicios
Nació en Boulder, Colorado y permaneció ahí hasta los 15 años, momento en el cual se traslada con su madre a San Diego tras el divorcio de sus padres. Tras concluir sus estudios de secundaria accede a la universidad para estudiar periodismo. En este momento, decide alternar sus estudios con algún trabajo que le reporte ingresos extras. De esta forma empieza a bailar en clubes de estriptis y a trabajar en videoclub.

### Carrera como actriz porno (1994-presente)
Su empleo como estríper le permite conocer a la también actriz Juli Ashton que le ayudaría a dar sus primeros pasos en la Industria del porno. En 1994, tras teñirse de rubia y aumentarse los pechos, viaja a Los Ángeles.
Sus dos primeras películas son L'il Ms. Behaved con Randi West y Up & Cummers 10 (cinta donde también debutó Jenna Jameson). Tras rodar casi 80 títulos en su primero año, la actriz decide regresar a Colorado. Rápidamente le llegan sus primeros premios como el de actriz revelación otorgado por AVN.
Entre 1995 y 2001 la actriz firma dos contratos en exclusiva. Uno breve, con Sin City y que acabaría en los tribunales. Y otro, de mayor importancia con VCA. Con este último estudio rueda algunas de sus películas más relevantes como : Cashmere (1998), In the flesh (1998), Edge play (2000) o New wave hookers 6 (2001).
Tras unos años de menor actividad (2002-2003), la actriz vuelve al primer plano con The whore next door (2004). Esta película no solo supone su debut en la dirección, sino que también supone elevar el nivel habitual de las prestaciones sexuales realizadas por la propia actriz. Así se atreve con su primera doble penetración, doble vaginal y doble anal. En la premiada Corruption (donde también ejerce de productora) sigue por esa misma línea añadiendo incluso un doble fisting a su actuación.
En 2006 anuncia la creación de su propia productora llamada SlutWerkz, aunque inicialmente se planteó como un estudio más (rodando películas que saldrían en DVD), posteriormente (2008) se decidió enfocar el mismo exclusivamente hacia la producción de contenidos para internet.
En 2008 es premiada, en los Premios AVN como mejor actriz de reparto por Layout, una película de Vivid.

## Vida personal
Estuvo casada entre 1990 y 2003 con Nicholas A. Evans, persona totalmente ajena al mundo del porno. Actualmente mantiene una relación con el director Eli Cross.

## Premios

### AVN
- 1995 - Premio AVN - A la mejor actriz revelación[4]
- 2005 - Inclusión en el AVN Hall of Fame[5]
- 2007 - Premio AVN a la mejor película por Corruption (Productora)[4]
- 2008 - Premio AVN a la mejor actriz de reparto por Layout[6]

### XRCO
- 2006 - Inclusión en el XRCO Hall of Fame[7]
- 2007 - XRCO- MILF del año[8]

### Otros
- 1995 - F.O.X.E. Awards - a la Vixen del año.
- 1996 - F.O.X.E. Awards - a la favorita del público.
- 2004 - KSEX Radio - Premio a la mejor voz[9]
- 2005 - KSEX Radio - Best Insight into the Adult Business[10]
- 2006 - Adam Film World Guide - a la Mejor serie por Twisted as Fuck (Director/Performer)[11]
- 2006 - Adam Film World Guide - a la Mejor película por Corruption (Productora)[11]
- 2006 - CAVR Awards - Premio a la mejor escena del año por (Corruption)
- 2007 - NightMoves - Premio a la mejor bailarina/actriz y directora del año[12]
- 2007 - NightMoves - Premio del público por; Corruption (Productora)[12]